# Џон Кенет Галбрајт
Џон Кенет Галбрајт  РК (15. октобар 1908 — Кембриџ, 29. април 2006), такође познат као Кен Галбрајт, био је економиста канадског порекла, јавна личност и дипломата, као и водећи заговорник америчког либерализма 20. века. Његове књиге о економским темама су биле бестселери од педесетих година па све до двехиљадитих, током којих је Галбрајт попримио улогу јавног интелектуалца. Као економиста, тежио је ка пост-Кејнесијанској економији са институционалне перспективе.
Галбрајт је био дугогодишњи члан универзитета на Харварду, где је и предавао пола века као професор економије. Био је плодан аутор. Написао је приближно педесет књига, укључујући неколико новела, а објавио је и више од хиљаду артикала и есеја о разним темама. Међу његовим радовима се налази трилогија о економији, Амерички капитализам (1952), Богато друштво (1958), као и Нова индустријска држава (1967). Неки његови радови су били критиковани од стране економиста као што су Милтон Фридман, Пол Кругман и Роберт Солоу.
Галбрајт је био активан у политици, као члан Демократске странке, служећи у администрацији Френклина Д. Рузвелта, Харија Трумана, Џона Ф. Кенедија и Линдона Б. Џонсона. Служио је као амбасадор Америке у Индији за време Кенедијевe администрације. Његов политички активизам, либерално мишљење и отвореност су му донели велику славу за време живота . Галбрајт је био један од ретких који је добио Медаљу слободе (1946) и Председничку медаљу слободе (2000) за своју службу и допринос науци. Власт у Француској га је именовала за командира Легије части.

## Биографија

### Младост
Галбрајт је рођен 15. октобра 1908. године, у канадској породици шкотског порекла, мајке Сара Катерине (Кендал) И Арчибалд Арчи Галбрајт, у Ањона станици, Канада, и одгајан је у Данвиц Таунсипу у Онтарију. Имао је две сестре и брата- Алис, Катарину И Арчибалд Виљема (Била). Када је постао адолесцент, променио је име у Кен, а касније му се није допадало име Џон. Галбрајт је одрастао у веома високог човека, достижући висину од 206 cm.
Отац му је био пољопривредник и учитељ у школи. Мајка, кућепазитељка и активиста, му је умрла када му је било 14 година. Породична фарма се налазила на Томсон линији. Оба родитеља су му подржавала организацију Уједињених фармера Онтарију двадесетих година.
Ране године је провео у малој једнособној школи која и данас постоји, на Вили Сајду. Касније, похађао је Датон средњу школу у Средњу школу Свети Томас. 1931. Године, Галбрајт је дипломирао са дипломом мастера на пољопривредном факултету у Онтарију, који је тада био огранак Пољопривредног универзитета у Торонту. Докторирао је узгој и укрштање животиња. Био је награђен Дјианинијевом стипендијом за пољопривредну економију (добијао је 60 долара месечно), што му је дозволило да путује у Беркли, Калифорнију, где је добио звање Мастер физике И доктор Филозофије у пољопривредној економији са универзитета у Берклију. Галбрајт је учио економију од професора Џорџ Мартин Петерсона И заједно су написали рад под именом The Concept of Marginal Land. 1932. године који је објављен у америчком журналу пољопривредне економије.
Након дипломирања 1934. започео је рад као професор на Харварду. Галбрајт је био ванредни професор на Харварду у периоду од 1934-39. Од 1939-40. био је професор на Принстону. 1937. постао је пуноправни грађанин и више није био британске нације. Исте године био је на једногодишњој размени на Кембриџу, у Енглеској, где је био подучаван од стране Џон Мајнарда Кејнса. Након тога је путовао Европом неколико месеци, присуствујући националним економским конференцијама и развијајући своје идеје. Његова јавна служба је започела у периоду Новог договора када се придружио Министарству пољопривредне Сједињених Америчких Држава. Од 1943-48. радио је као уредник магазин Фортуне. 1949. запослио се као професор економије на Харварду.

### Други светски рат
Сједињене Државе су отишле у Други светски рат са економијом која још увек није била у потпуности спасена од Велике депресије, зато што је у време ратних производних потреба потребно да се издвоји велики буџетски дефицити и да се ради на повољној монетарној политици, инфлацији и проби спиралних цена у зарадама. Као део тима који се терети за одржање инфлације од парализације ратних напора, Галбрајт је био заменик шефа Канцеларије за администрацију цена (ОПА), током Другог светског рата 1941. ОПА, је усмерен на процес стабилизације цена и изнајмљивања.
Дана 11. маја 1941, Председник Рузвелт потписао је извршну наредбу 8734 у којој је створена канцеларија за управљање ценама и цивилном снабдевању (ОПАКС). Августа 1941, извршна поруџбина 8875 трансформисала је ОПАКС у канцеларију управе цена (ОПА). Након што су САД ушле у Други светски рат у децембру 1941, ОПА је била задужена за рестрикције. Закон о контроли цена ванредног стања је усвојена 30. јануара 1942, легитимизовала је ОПА као засебна Савезна агенција. Она је обједињена ОПА са још две агенције: заштитом потрошача и Стабилизационим одсеком Саветодавне комисије у Савету националне одбране. Савет је именован за Националну саветодавну комисију (НАЦ), а формирана је 1940. маја 29. НАЦ је нагласио добровољне исаветодавне методе у чувању цена. Леон Хендерсон, комесар НАЦ за стабилизацију цена, постао је шеф ОПАКСА и ОПА, 1941. Он је надгледао обавезне и енергичне прописе о ценама које је почело у мају 1942, након што је ОПА увела општу максималну регулацију цена (ГМПР). То је тешко критиковано од стране америчке пословне заједнице. Као одговор, ОПА је мобилизовала јавност у име нових упутстава и рекла да је смањила опције за оне који траже веће ренте или цене. ОПА је имала своју филијалу за спровођење закона, која је документовала растући талас повреда: четврт милиона у 1943 ивише од 300.000 током следеће године.
Историчари и економисти се разликују око процене активности ОПА, које су почеле са шест особа, али су тада порасле на 15.000 радника. Неки од њих указују на чињеницу да су повећања цена релативно нижа него у Првом светском рату, и да је свеукупна економија расла брже. Стивен Пресман је, на пример, написао да је, "када су контроле уклоњене, било само мало повећања цена, што показује да су инфлаторни притисци активно управљани и да се нису само привремено држали под контролом." Галбрајт је рекао у интервјуу да је размотрио свој рад у ОПА као свој велики животни успех, с обзиром да су цене биле релативно стабилне током Другог светског рата. Улога ОПА, као и целокупна заоставштина из дугорочне економске стабилизацијске мере у периоду од дуготрајне перспективе, остаје у дебатама. Ричард Паркер, који је раније писао о биографија Галбрајта, имао је то да каже о његовим напорима за време рата: је први пут отишао да ради у главном граду у земљи 1934 као 25-годишњакиња, свеже ван дипломске школе и управо се придружила Харвардском факултету као млади инструктор. Он се вратио у Вашингтон средином 1940, након што је Париз у почетку пао на Немце да помогне у припреми нације за рат. Осамнаест месеци касније, после Перл Харбора, он је потом именован за надзирање економије из доба рата као "цар цене", који је оптужен за спречавање инфлације и корумпираних цена—што је било од разорних економија, док је она морала да произведе оружје и материјалу гарантују победу против фашизма. У томе, он и његове колеге у канцеларији за администрацију цена били су изузетно успешни, водећи економију која се по величини за мање од пет година не би повисила са инфлацијом која је пробила светски рат, или оставивши иза неравномерног послератног рата пропасти те врсте која је учинила тако тешке штете Европи двадесетих година.
Опозиција у ОПА дошла је од конзервативаца на конгресу и у пословној заједници. Он је потсечен Галбрајту и био је оптужен у мају 1943, за "комунистичке тенденције". Он је одмах ангажовао конзервативни републиканац и доминантни у америчким медијима и издавачу времена и магазина за богатство, Хенрy Луце. Галбрајт је током пет година радио за Луце-а и исковао је Кејнизам у америчком пословном руководству. Луце је наводно рекао председнику Кенедију, "учила сам Галбрајта како да пише – и од тада је зажалио." Галбрајт је видео своју улогу у едуковању читаве нације о томе како функционише економија, укључујући и улогу великих корпорација. Он је комбинао свој рукопис са бројним говорима за пословне групе и састанке локалне Демократске странке, као и често сведочећи пред Конгрес.
У касним фазама Другог светског рата 1945, Галбрајт је позвао Паул Ниче да служи као један од директора стратешког бомбашког истраживања, коју је иницирала Канцеларија за стратешке услуге. Циљ је био да се процени резултати ваздушног бомбардова нацистичке Немачке. Галбрајт је допринео неконвенционалним закључивању истраживања о општој неефикасности стратешког бомбашког напада у заустављању ратне производње у Немачкој, која је уместо тога отишла. Закључак је настао контроверзан са Нитзом, који се налази на страни званичника Пентагона, који су прогласили супротно. Невољно да модификују резултате анкете, Галбрајт је описао спремност јавних службеника и институција да се оклева истина да би се, као, "Роска" синдром "Пентагонанија".

### Послератни период
У фебруару 1946, Галбрајт је узео одсуство из свог магазина да ради на вишем положају у Стејт департменту као директор канцеларије за економску безбедносну политику, где је био номинално задужен за економске послове у вези са Немачком, Јапаном, Аустријом и Јужном Корејом. Он је био незадовољан високим дипломатама, па је он поново био у рутинском раду са неколико прилика да се направи политика. Галбрајт је преферирао дектенте са Совјетским Савезом, заједно са државним секретаром Џејмсом Ф. Бирнесом и генералом Луцијусом Д. Клејом, војним гувернером америчке зоне у Немачкој од 1947 до 1949, али они су били ван корака са политиком у којој се онда развија. После узнемиравајуће половине године, Галбрајт је поднео оставку у септембру 1946 и вратио се у свој магазин пишући о економским питањима. Касније, он је смирио своју фрустрацију са "начином на који су се Измагали дно" у сатиричном роману, Тријумф (1968). Послератни период је такође био незаборавна за Галбрајта због његовог рада, заједно са Еленор Рузвелт и Ибер Хамфри, како би се успоставила напредна политичка организација Американци за демократску акцију (АДА), уз подршку узрока економске и социјалне правде у 1947.
Током свог периода као саветник председника Џона Ф. Кенедија, Галбрајт је именован за Амбасадора Сједињених Држава у Индији са 1961 на 1963. Његово задужење за председника Кенедија било је такво да је редовно обилазио Стејт дипартмент и слао своје дипломатске везе директно председнику. У Индији постао је присан пријатељ премијера Џавхарлала Нехру и знатно је саветовао индијске владе за економска питања. У 1966, када више није био амбасадор, он је изјавио Сенату Сједињених Држава да је један од главних узрока рата Кашмир 1965 био америчка војна помоћ Пакистану.
У Индији он је помогао да се оснује једна од првих компјутерских научних одељења, на индијском Институту за технологију у Канпуру, Утар Прадеша. чак и после одласка из канцеларије, Галбрајт је остао пријатељ и присталица Индије. Због његове препоруке прва дама Сједињених Држава Жаклина Бувије Кенеди преузела је своје  дипломатске мисије у Индији и Пакистану.
На јесен 1972. Галбрајт је био саветник и асистент Никсоновог ривала, Џорџа Макговерна у изборној кампањи за америчко председништво. У то време (септембар 1972) он је отпутовао у Кину и своју улогу председника америчке економске асоцијације (АЕА) на позив комунистичке владе Мао Цедунга са економистима Леонтиеф и Тобин и 1973 објавио свој рачун искуства у Кини. Галбрајт је написао да "нема озбиљније сумње да Кина прожима врло ефикасан економски систем", Изциденти су се одлучно привели у Кину, али један осумњичени, са великом политизацијом", "Већи Шангај… има бољу медицинску службу од Њујорка”, и сматра да није имплицитна да се кинеска индустријска и пољопривредна производња шире сваке године по стопи од 10 до 11%.

### Каснији живот и признања
Године 1972. је био председник америчке економске асоцијације. часопис Пост-Кејнијанске економије имао је користи од подршке Галбрајта и био је председавајући Одбора од почетка.
Током снимања у свету у рату, британска телевизија документарног филма (1973—74), Галбрајт је описао своја искуства у ратној администрацији Рузвелтових. Поред осталог, он је говорио о почетној збуњености на првом састанку главних водећих лидера у вези капока и његове употребе. Галбрајт је такође говорио о штедњи и посебно о триковима за време расподеле горива
Он се у децембру 1977 срео са сенатором Палауна Романом Тментучијем и на крају је постао неплаћени саветник за политичку статусну комисију Палау. Он се залагао за минимални финансијски услов и инфраструктурне пројекте. 1979. он се обратио Палау парламенту и учествовао у семинару за делегате уставне конвенције Палау. Он је постао прва особа која је зарадила почасно држављанство Палау.
У 1984, посетио је СССР, пишући да је Совјетска економија направила "велики материјални напредак" као ", насупрот западној индустријској економији" СССР "чини пуну употребу свог људства." 
Године у 1985, Ммеричка хуманистичка асоцијација именовала га је за хуманисту године. Удружење за азијске студије (ААС) доделиле је своју награду од 1987 за уважени допринос азијским студијама.
Године 1997, био је официр за Канаду  и у 2000. му је додељена председничка медаља за слободу Сједињених Држава. Он је такође добио почасни докторат са спомен универзитета Неwфонтана на јесен 1999, још један допринос импресивном прикупљању око 50 академских диплома на Галбрати. 2000. добио је награду Леонтиеф за свој изузетан допринос економској теорији од стране Института за глобални развој и животну средину. Библиотека у свом родном граду Дутон, Онтарио је преименована у референтну библиотеку Јохн Кеннет Галбрајт у част свог прилога у библиотеку и његов допринос новој згради. 2006 априла, Галбрајт је преминуо у Кембриџу, у Масачусетсу, природном смрћу у 97 години, након двонедељног боравка у болници.

### Породица
Дана 17. септембра 1937, Галбрајт се венчао за Кетрин Мерриам Атwатер, коју је срео док је била студент постдипломац на Редклифу. Њихов брак је трајао 68 година. Њихов дом је био у Кембриџу, Масачусетсу и имао је љетни дом у Њуфану, у Вермонту. Имали су четири сина: Ј. Алан Галбраит је партнер у Вашингтону, ДЦ, адвокатска фирма Вилијамс & Цонноллy; Даглас Галебри је умро у детињству од леукемије; Питер Галбрајт је био амерички дипломата и био је амбасадор у Хрватској и коментатор америчке спољне политике, а посебно на Балкану и на Блиском истоку; Џејмс К. Галбрајт је био прогресивни економиста на Универзитету у Тексасу, у Аустин Лyндон Б. школа за јавно информисање Џонсон. Галбрајт такође има десет унука.
Спомен-плоча се удружује са каменом инукшук који погледом на породичну фарму Галбрајта на Томпсон (Хогг) линију само источно од Виллеy Сидероада, само северно од једне просторије у којој је одрастао. Породични дом – велика Бела кућа на фарми – и даље стоји, као и многе оригиналне фарме.

## Писана дела
Чак и пре него што је постао председник Америчке Економске Асоцијације, Галбрајт је сматран револуционаром међу економистима. То је делом зато што је одбацио техничке анализе и математичког моделовања неокласичне економије као одвојену од стварности. Пративши Торстена Веблена, веровао је да економска активност не може бити рашчлањена на непрекршиве законе, већ да је она сложени производ културне и политичке средине у којој настаје. Сматрао је да су веома битни фактори, као што подела између корпоративног власништва и менаџмента, олигопол, утицаји владе и војни буџет, занемаривани од стране многих економиста јер не подлежу аксиомским описима. Због тога, своје радове је углавом фокусирао на политичку економију и класичну економију.
Неке његове књиге су биле међу најпродаванијим у педесетим и шездесетим годинама 20. века. Његов највећи допринос у пољу економије је тзв. трилогија „Амерички капитализам“: 1) „Богато друштво“, 2) „Нова индустријска држава”, 3) „Економија и јавна намена“. Писане су једноставним и концизним стилом, те су због тога биле популарне и међу ширим масама, а не само међу економистима. Након пензионисања са Харварда, Паул М. Варбург професор економије наставио је свој рад и написао 21 књигу, као и довршавања сценарија 1977. за велику серију о економији за ПБС и ББЦ телевизију- Доба неизвесности, емитована у 38 земаља.
Поред својих књига, написао је на стотине есеја и романа. Међу његовим романима, , Један Редовни Професор“ је постигао посебно критичко признање. Галбрајт је написао рецензије књига, нпр, ,,Извештај из Гвоздене планине“ о могућности и пожељности мира, политичке сатире из 1967. године, под именом Херчелс МекЛандрес, име фиктивног Шкотског ментора приказаног у , Редовном Професору“. Такође је користио псеудоним, Марк Епернеј, када је 1963. објавио , Димензију“ МекЛандреса.

### Књиге о економији
Галбрајт је био важна фигура у институционалној економији 20. века, из тог разлога је допринео таквом схватању економске моћи. Међу бројним списима, Галбрајт је „Нова индустријска  држава“ и „Богато друштво“ сматрао својим најбољим делима. Што се тиче каснијих радова, економиста Галбрајт и његов пријатељ Мајк Шарп, га је посетио 2004. године и том приликом му је Галбрајт дао примерак књиге под називом , Економија безазлене преваре“ . Галбрајт се поверио Шарпу да је "ово моја најбоља књига", тврдња коју је Галбрајт „ испоручио мало штетно“.
Након почетка велике светске економске кризе 2008. године, Галбрајтов „Велики пад, 1929“ и друга дела која садрже упозорења на могуће последице када је у питању неконтролисано спекулативно расположење су поново постала популарна. Године 2010. Америчка библиотека заједно са Галбрајтовим сином, Џејмсом К. Галбрајтом, објављују нова издања његових најпопуларнијих књига: Богато друштво и други списи, 1952-1967: Амерички капитализам, Велики пад,1929, Богато друштво, Нова индустријска држава. Том приликом Бил Мојерс је интервјуисао Џејмса К. Галбрајта, о његовом оцу, његовом раду и наслеђу.

#### Америчка економија
У књизи о америчком капитализму, објављеној 1952. год. Галбрајт закључује да на америчку економију утиче тријумвират који чине велике компаније, напоран рад и активистички настројена влада.
Његов бестселер из 1955. „Велики пад, 1929“ описује пад берзе на Вол Стриту. Ова књига такође даје увид у Галбрајтов хумор и људске ставове када им је богатство угрожено.
У „Богатом друштву“ (1958) Галбрајт наглашава да пост-ратна Америка треба да улаже у образовање и прави путеве користећи средства прикупљена од такси, што се на крају испоставило као добра процена.
Галбрајт такође критикује констатацију да је континуирани раст у производњи последица економског и социјалног напретка државе. Због овога се Галбрајт сматра једним од првих пост-материјалиста. У овој књизи, популаризовао је стару фразу ''конвенционална мудрост Prvobitni naziv knjige je bio „Zašto su siromašni siromašni“, ali ga je na nagovor svoje žene promenio.

#### Нова индустријска држава
Године 1966, Галбрајт је био позван од стране ББЦ-ја како би учествовао у радио емисији и презентовао Реитх Лецтурес, коју је он назвао Нова индустријска држава. У 6 емисија Галбрајт дискутује о производној економији и великом утицају који би корпорације могле да имају на државу.
У штампаном издању књиге Нова индустријска држава (1967), Галбрајт је проширио своју анализу и на улогу моћи у економском животу, сматрајући да у Америци постоји мали број компанија које чине модел савршене конкуренције. Концепт његове књиге јесте измењени низ, Уобичајена мудрост“ у економском схватању ових речи представља економски живот као низ компетитивних тржишта која контролишу потрошачи. У овој оригиналној секвенци, контрола производног процеса тече од потрошача робе до организација које производе те производе. У његовом измењеном низу, тржишта и компаније рекламирањем својих производа, на неки начин, утичу и стичу контролу над потрошачким друштвом.
Измењени низ је примењив само у индустријском систему, односно у произвођачкој сржи економије у којој свака грана индустрије има неколико снажних корпорација. Не може се применити у тржишном систему Галбрајтове дуалне економије. У тржишном систему, сачињеног из великог броја пословних организација, ценовно надметање остаје доминанта форма друштвене контроле. У индистријском систему, који је пак сачињен од око хиљаду или више највећих компанија, теорија ценовног надметања нарушава ценовни систем ових великих корпорација. Према Галбрајтовом виђењу, главни циљ тржишних веза у оваквом индустријском систему није да ограничи моћ великих, већ да им послужи у имплементирању њихове моћи. Штавише, моћ ових корпорација се прожима кроз комерцијалну културу и политику, омогућавајући им одређени утицај на социјалне ставове и вредновање процена. Да се ова моћ остварује у кратковидном интересу ширења робне производње и статусу неколицине је и недоследна демократији и препрека за постизање квалитета живота коју би нова индустријска држава са својим богатством могла пружити.
У овој књизи су такође описане потребе друштва у кансим шездесетим 20. века. Конвенционална теорија превласти над монополом остаје таква да ће водећи покушати да смањи допремање робе како би одржао цену изнад компетитивног нивоа.  Класична економска анализа контролисања монопола није адекватно узела у обзир бриге око великих компанија у касним шездесетим. Све већа забринутост око мешања корпорација у политику, штета начињена природи услед прекомерне посвећености економском расту, продирање адвертајзинга и других новчаних аспеката су само неке од њих. Нова индустријска држава дала је уверљиво објашњење структуре моћи укључене у стварање ових проблема и нашла је врло пријемчиву публику међу растућим америчким контракултурама и политичким активистима.
Трећи сродни рад био је, Економија и јавна сврха (1973), у којем је он проширио ове теме расправљајући, између осталог, о подређеној улози жена у незахвалном управљању све већом потрошњом и улогом техничке структуре, у великој фирми да утичу на перцепцију здравих циљева економске политике.

#### Финансијски балони
У Краткој историји финансијске еуфорије (1994) он прати спекулативне балоне кроз неколико векова и тврди да су они инхерентни систему слободног тржишта због "масовне психологије" и "интересовања у грешки која прати спекулативну еуфорију". Такође, финансијска меморија је "ноторично кратка": оно што се тренутно чини да је "нови финансијски инструмент" неизбежно је ништа слично. Галбрајт упозорава: "Свет финансија поздравља изум точкова изнова и изнова, често у нешто нестабилнијој верзији." Кључна за његову анализу је тврдња да је заједнички фактор бум-и-попрсја стварање дуга за финансирање спекулација, које "постаје опасно изван размера у односу на основно средство плаћања". Финансијска криза из 2008. године, која је изненадила многе економисте, изгледа да је потврдила многе Галбрајтове тезе.

### Наслеђе
Галбрајтове главне идеје фокусиране су на утицај тржишне моћи великих корпорација. On je verovao da je ova tržišna sila oslabila široko prihvaćeni princip suvereniteta potrošača, дозвољавајући корпорацијама да буду произвођачи цена, а не они који узимају цене, омогућавајући корпорацијама са најјачом тржишном снагом да повећају производњу своје робе преко ефикасне количине. Он је даље сматрао да тржишна моћ игра главну улогу у инфлацији. Он је тврдио да корпорације и синдикати могу само повећати цијене у оној мјери у којој им је дозвољена њихова тржишна снага. Он је тврдио да у ситуацијама прекомерне тржишне моћи, контрола цена ефикасно контролише инфлацију, али упозорава да их не користе на тржиштима која су у основи била ефикасна, као што су пољопривредне робе и становање. Он је приметио да је контролу цена много лакше спровести у индустријама са релативно мало купаца и продаваца.‍:244 Галбрајтово гледиште о тржишној моћи није било у потпуности негативно, он је такође приметио да је моћ америчких компанија одиграла улогу у успеху америчке економије.
У Богатом друштву, Галбрајт тврди да је класична економска теорија била истинита за периоде пре садашњости, која су била времена "сиромаштва", ме]]утим сада смо прешли из доба сиромаштва у доба "богатства", и за такво доба, потребна је потпуно нова економска теорија.
Галбрајтов главни аргумент је да како друштво постаје релативно богатије, тако и приватни бизнис мора створити потрошачку потражњу кроз рекламирање, и док то ствара вештачко богатство кроз производњу комерцијалних добара и услуга, јавни сектор постаје занемарен. Он истиче да иако су многи Американци били у могућности да купе луксузне ствари, њихови паркови су били загађени и њихова деца похађала лоше одржаване школе. Он тврди да ће тржишта сама мање обезбеђивати (или уопште не пружити) многа јавна добра, док су приватна добра обично "преоптерећена" због процеса рекламирања који ствара вештачку потражњу изнад основних потреба појединца. Овај нагласак на моћ рекламирања и посљедична прекомјерна потрошња можда су предвидјели пад стопе штедње у САД и другим земљама у развоју.
Галбрајт је предложио сузбијање потрошње одређених производа кроз већу употребу пигуовских пореза и пореза на земљу, тврдећи да би то могло бити ефикасније од других облика опорезивања, као што су порези на рад. Галбрајтов главни предлог био је програм који је назвао "улагање у мушкарце" - велики, јавно финансирани образовни програм чији је циљ оснаживање обичних грађана.
У септембру 2004. године у Паризу одржан је Међународни симпозиј у част Џона Кенета Галбрајта, под покровитељством л'Университé ду Литторал Цôте д'Опале, Дункерqуе[хттпс://фр.wикипедиа.орг/wики/Университ%Ц3%А9_ду_Литторал-Ц%Ц3%Б4те-д%27Опале] и тхе Институт де Гестион Социале у Паризу, Француској.
Посебно изданје Цоммеморатинг Јохн Кеннетх Галбраитх'с Центенарy оф тхе Ревиеw оф Политицал Ецономy посвећено је 2008. године Галбрајтовом доприносу економији.

### Критика Галбрајтовог рада
Галбрајтов рад у целини, а посебно "Богато друштво", изазвали су оштре критике од стране лаиссез-фаире присталица још од времена када су објављени. Добитник Нобелове награде, економиста Милтон Фридман у "Фриедман он Галбраитх, анд он цуринг тхе Бритисх дисеасе" гледа на Галбрајт као на верзију торијевог радикала Велике Британије почетком 19. века. Он тврди да Галбрајт верује у супериорност аристократије и патерналистичку власт, да потрошачима не треба дозволити избор, и да све треба да одреде они са "вишим умовима".:
<блоцкqуоте>Многи реформатори - Галбрајт није једини у томе - имају као основни приговор на слободно тржиште које их фрустрира у остваривању њихових реформи, јер омогућава људима да имају оно што желе, а не оно што реформисти желе. Стога сваки реформатор има јаку тенденцију да буде несклон слободном тржишту.</блоцкqуоте>
Добитник Нобелове награде, економиста Роберт Солов, у прегледу Нове индустријске државе, указује на Галбрајтов недостатак емпиризма и селективности у кориштењу доказа. Он истиче да је "можда неправедно и бесмислено разматрати степен либералне истине сваке од тврдњи које сачињавају овај аргумент. Тешко би било да разговарамо о Гуливеровим путовањима расправљајући о томе да ли заиста има малих људи или критикујемо Гранде Јаттезато што објекти нису сачињени од ситних тачака. Ипак, може помоћи да се процени Галбрајтовова истина."
Ричард Паркер, у својој биографији, Џон Кенет Галбрајт: његов живот, његова економија, његова политика, карактерише Галбрајта као сложенијег мислиоца. Галбрајтова примарна сврха у Капитализам: Концепт противтежеће силе (1952) била је, иронично, да покаже да је америчкој економији сада неопходан велики посао да одржи технолошки напредак који покреће економски раст. Галбрајт је знао да је "компензациона снага", која укључује владину регулацију и колективно преговарање, неопходна за уравнотежена и ефикасна тржишта. У новој индустријској држави (1967), Галбрајт је тврдио да су доминантне америчке корпорације створиле техноструктуру која је строго контролисала и потрошачку потражњу и раст тржишта кроз оглашавање и маркетинг. Док је Галбрајт бранио владину интервенцију, Паркер примећује да је такође веровао да влада и велики бизнис раде заједно како би одржали стабилност.
Пол Кругман је 1994. године омаловажавао улогу Галбраитха као академског економисту. У Трговачком просперитету, он поставља Галбрајта као једног од многих "политичких предузетника" - или економиста- који пишу искључиво за јавност, за разлику од оних који пишу за друге академике, а који су, дакле, подложни неоправданим дијагнозама и нуде претерано поједностављене одговоре на сложене економске проблеме. Кругман тврди да Галбрајт никада није схваћен озбиљно од стране колега академика, који су га уместо тога сматрали "медијском личношћу". На пример, Кругман верује да се Галбрајтов рад, Нова индустријска држава, не сматра "реалном економском теоријом", и да је Економија у перспективи "изузетно лоше информисана".

## Одликовања
Џон Кенет Галбрајт је био један од ретких који је примио и Медаљу за слободу Другог светског рата и председничко одликованје за слободу 1946. од председника Трумана и 2000. године од председника Била Клинтона. Добитник је Ломоносовове златне медаље 1993. године за свој допринос науци. 1997. године доделјен му је орден Канаде и 2001. фодине добија награду Падма Вибхусхан, другу највишу цивилну награду Индије, за његов допринос јачању веза између Индије и Сједињених Држава.
- Ломоносова златна медаља 1993.
- Орден Канаде 1997.
- Награда Падма Вибхусхан 2001.

Године 2010. је први економиста који је своје радове укључио у издавачу Библиотеке Америке.

### Почасне дипломе
Џон Галбрајт је примио педесет почасних диплома из институција широм света:
| Локација               | Датум           | Унверзитет                                   | Диплома       |
| ---------------------- | --------------- | -------------------------------------------- | ------------- |
| Њујорк                 | 1958            | Бард колиџ                                   | Доктор права  |
| Онтарио                | 1961            | Универзитет у Торонту                        | Доктор права  |
| Масачусетс             | 6. октобар 1963 | Брандеис Универзитет                         | Доктор права  |
| Онтарио                | Мај 1965        | Универзитет у Гвелфу                         | Доктор права  |
| Саскачеван             | 20. мај 1965    | Универзитет у Саскачевану                    | Доктор права  |
| Мичиген                | 1966            | Универзитет у Мичигену                       | Доктор права  |
| Масачусетс             | 1967            | Бостон Колеџ                                 | Доктор права  |
| Њујорк                 | 1967            | Хобарт и Вилијам Смит колеџ                  | Доктор права  |
| Онтарио                | 1967            | Кралјрвски Универзитет                       | Доктор права  |
| Онтарио                | 31. мај 1968    | Универзитет у западном Онтариу               | Доктор права  |
| Масачусетс             | 1968            | Туфтс Универзитет                            | Доктор наука  |
| Мичиген                | 1968            | Албион Колеџ                                 | Доктор наука  |
| Илиноис                | 1970            | Кнокс Колеџ                                  | [ 76 ] [ 77 ] |
| Мичиген                | 1971            | Универзитет у Мичигену                       | Доктор права  |
| Онтарио                | 1976            | Јорк Универзитет                             | Доктор права  |
| Минесота               | 1977            | Карлетон Колеџ                               | [ 82 ]        |
| Њу Џерси               | 1979            | Рутгерс Универзитет                          | Доктор права  |
| Ајова                  | 1983            | Гринел Колеџ                                 | Доктор права  |
| Онтарио                | Новембар 1984   | Универзитет у Хамилтону                      | Доктор наука  |
| Масачусетс             | Јун 1988        | Харвард Универзитет                          | Доктор права  |
| Масачусетс             | 1989            | Смитс Колеџ                                  | Доктор права  |
| Пољска                 | 1992            | Универзитет у Варшави                        | Доцторате     |
| Енглеска               | 28. јун 1999    | Лондонска школа економије и политичких наука | Доктор наука  |
| Њуфаундленд и Лабрадор | 1999            | Универзитет у Њуфаундленду                   | Доктор наука  |

Списак није коначан, треба да се доради.